# Liste der Kulturdenkmale in Remchingen
In der Liste der Kulturdenkmale in Remchingen sind Bau- und Kunstdenkmale in der Gemeinde Remchingen verzeichnet.
Im Folgenden werden nur die bereits festgestellten Denkmale aufgeführt.

## Allgemein
- Bild: Zeigt ein ausgewähltes Bild aus Commons, „Weitere Bilder“ verweist auf die Bilder im Medienarchiv Wikimedia Commons.
- Bezeichnung: Nennt den Namen, die Bezeichnung oder die Art des Kulturdenkmals.
- Lage: Straßenname und Hausnummer oder Flurstücknummer des Kulturdenkmals, gegebenenfalls auch den Ortsteil. Die Grundsortierung der Liste erfolgt nach dieser Adresse. Der Link (Karte) führt zu verschiedenen Kartendiensten mit der Position des Kulturdenkmals. Fehlt dieser Link, wurden die Koordinaten noch nicht eingetragen. Sind diese bekannt, können sie über ein Tool mit einer Kartenansicht einfach nachgetragen werden. In dieser Kartenansicht sind Kulturdenkmale ohne Koordinaten mit einem roten bzw. orangen Marker dargestellt und können durch Verschieben auf die richtige Position in der Karte mit Koordinaten versehen werden. Kulturdenkmale ohne Bild sind an einem blauen bzw. roten Marker erkennbar.
- Datierung: Baubeginn, Fertigstellung, Datum der Erstnennung oder grobe zeitliche Einordnung entsprechend des Eintrags in der zuständigen Denkmaldatenbank (Landesamt für Denkmalpflege Baden-Württemberg).
- Beschreibung: Kurzcharakteristik des Kulturdenkmals.

## Kulturdenkmale der Gemeinde Remchingen

### Wilferdingen
| Bild | Bezeichnung | Lage                                     | Datierung | Beschreibung                                                                               | ID |
| ---- | ----------- | ---------------------------------------- | --------- | ------------------------------------------------------------------------------------------ | -- |
|      | Friedhof    | Wilferdingen, Pforzheimer Straße (Karte) | 1786      | Friedhof mit Mauer, vermauerter Toreingang in Sandsteinmauer, bezeichnet am Pfeiler "1786" | BW |

### Nöttingen
| Bild           | Bezeichnung                 | Lage                                      | Datierung | Beschreibung | ID |
| -------------- | --------------------------- | ----------------------------------------- | --------- | --- | -- |
| Weitere Bilder | Schule (Bertha-Benz-Schule) | Nöttingen, Ellmendinger Straße 25 (Karte) | 1900      | Schulhaus, zweigeschossiger Massivbau mit giebelbekröntem Mittelrisalit, Werksteingliederung roter Sandstein, Wände gelber Ziegel, ornamental durchgebildete Maueranker, gotisierend, bezeichnet "1900", vor der Schule Pumpbrunnen, Trog Sandstein, Brunnenstock und Schwengelpumpe Gusseisen, Tiefbrunnen aufgestellt 1900, diente der Wasserversorgung der Schule |    |
| Weitere Bilder | St. Martin (Kirche)         | Nöttingen, Karlsbader Straße 21 (Karte)   | 1200      | Evangelische Martinskirche, erste Erwähnung 1170. Älteste Turm- und Mauerteile sind aufgrund von Grabungen in die Zeit um 1200 zu datieren, Chorturm und Sakristei um 1500, Langhaus 1609, südlicher Anbau 1785, unter der heutigen Kirche sind weitere Reste der Vorgängerbauten zu erwarten, Kirchhofmauer                                                         |    |

### Singen
| Bild | Bezeichnung | Lage                          | Datierung | Beschreibung | ID |
| ---- | ----------- | ----------------------------- | --------- | --- | -- |
|      | Friedhof    | Singen, Lammstraße (Karte)    |           | Friedhof mit Friedhofsmauer und Toreingang, auf dem abgefastem Rundbogen Wappenschild mit Kreuz, in der Wand rechts Inschrifttafel mit badischem Wappen und der Jahreszahl "1748" und Hinweis auf die damalige Restaurierung der Kirche, Gefallenendenkmal der beiden Weltkriege und Kriegerdenkmal für den Krieg 1870/71 vor dem Friedhof (Sachgesamtheit) | BW |
|      | Rathaus     | Singen, Schulstraße 2 (Karte) | 1840      | Ehemaliges Rathaus, zweigeschossig, Satteldach, mit gekuppeltem Fenster im Giebel und mittiger Toreinfahrt, ca. 1840 erbaut | BW |
|      | Kreuzkirche | Singen, Lammstraße 1 (Karte)  | 1490      | Evangelische Kreuzkirche, rechteckiger Saalbau, Südwestturm von 1690 mehrfach umgebaut, Glockenstube von 1785, Westportal von 1490 mit spätgotischer Stabwerkseinfassung, 1785 Langhaus erweitert und seitliche Anbauten und Öffnungen der Längswand vorgenommen, 1825 Umbau                                                                                | BW |